# Chattonellaceae
Famille
Les Chattonellaceae sont une famille d'algues de l'embranchement des Ochrophyta  de la classe des Raphidophyceae et de l’ordre des  Chattonellales.

## Étymologie
Le nom vient de l’ancien genre type Chattonella, dédié au biologiste français Édouard Chatton,.

## Description
Le genre type Chattonella se présente sous forme de cellules solitaires, de tailles diverses (longueur 12 à 140 μm), globulaires ou ovoïdes, ou bien arrondies à l’avant et effilés à l’arrière, éventuellement un peu aplaties latéralement ou dorso-ventralement, fragiles et déformables. Deux flagelles, originaires d’un vestibule situé un peu au-dessous de l’apex (par convention ventralement) ; l’un des flagelles portant des mastigonèmes et dirigé vers l’avant, l’autre lisse, vers l’arrière et peu actif.
Les chloroplastes sont nombreux, périphériques, discoïdes, colorés en vert ou en jaune-brun (couleur variable selon la proportion de pigments de type caroténoïde), chacun pourvu d’un pyrénoïde. On note la présence de mucocystes et de nombreux petits globules lipidiques à la périphérie.
La forme générale de la cellule et, notamment, la présence d’un effilement postérieur (« queue ») sont variables chez une même espèces selon les conditions du milieu. Des stades immobiles ont été observés.
Les flagelles sont dans un sillon qui n’a rien de commun avec celui des dinoflagellés ; mais la morphologie et la fonction de l’appareil flagellaire ressemble à celui des péridiniens.

## Distribution
Le genre type Chattonella  est exclusivement marin et néritique, souvent responsable d’« eaux rouges » sans toxicité signalée.
Cependant des floraisons massives de Chattonella subsalsa, combiné avec d'autres espèces d'algues microscopiques, semblent avoir un effet nocif sur la faune d'un estuaire du Brésil, la Baie de Guanabara.

## Liste des genres
Selon AlgaeBase (5 mars 2022) :
- Entomosigma J.Schiller, 1925
- Heterosigma Y.Hada ex Y.Hara & M.Chihara, 1987
- Oltmannsia Schiller, 1925

Selon World Register of Marine Species (22 janvier 2023) :
- Chattonella B.Biecheler, 1936   genre type
  - Espèce holotype : Chattonella subsalsa B.Biecheler, 1936 [6]
- Fibrocapsa S.Toriumi & H.Takano, 1973
- Heterosigma Y.Hada ex Y.Hara & M.Chihara, 1987
- Olisthodiscus N.Carter, 1937
- Oltmannsia Schiller, 1925

## Systématique
L’ancien genre type Chattonella B.Biecheler, 1936, a été ajouté à la famille des Vacuolariaceae.